# Charmes-sur-Rhône
Charmes-sur-Rhône é uma comuna francesa na região administrativa de Auvérnia-Ródano-Alpes, no departamento de Ardèche. Estende-se por uma área de 5,95 km². Em 2010 a comuna tinha 3 027 habitantes (densidade: 508,7 hab./km²).